# Pont Romain de Vienne
Le Pont Romain de Vienne, aujourd'hui disparu, était un pont sur le Rhône qui reliait Vienne à Sainte-Colombe-lès-Vienne.
Construit à l'époque de la Gaule romaine, il reste en usage jusqu'au XVIIe siècle.

## Histoire
Ce pont est construit par les Romains à une date non connue avec précision, en prolongation de l'axe principal ouest-est de Vienne,  ville importante de la province de Gaule narbonnaise. 
Il n'est pas le seul à Vienne à cette époque. Plus en aval un pont mentionné par certains auteurs aurait été situé au sud du rempart au niveau du Jardin public, où des anomalies topographiques ont été relevées par sonar dans le lit du Rhône.
Un autre pont se trouvait en amont, à la hauteur du musée gallo-romain de Saint-Romain-en-Gal, où de nombreux pilotis ont été découverts.
Au XIVe siècle  le roi Philippe de Valois fait  édifier la tour dite des Valois, à l'entrée ouest du pont sur le Rhône. Elle est destinée à protéger Sainte-Colombe et à menacer Vienne que le roi veut s'approprier.
Le pont s'écroule une première fois en 1407, il est ébranlé à plusieurs reprises (1571, 1604 et 1617) et en août 1651, lors d'une tres forte crue, la majeure partie du pont s'effondre. 
Le reste de l'ouvrage est détruit entre 1663 et 1682.